# Proceratophrys minuta
Espèce
Proceratophrys minuta est une espèce d'amphibiens de la famille des Odontophrynidae.

## Répartition
Cette espèce est endémique de Bahia au Brésil. Elle se rencontre dans la Serra de Jacobina dans la Chapada Diamantina.

## Publication originale
- Napoli, Cruz, Abreu & Del-Grande, 2011 : A new species of Proceratophrys Miranda-Ribeiro (Amphibia:Anura:Cycloramphidae) from the Chapada Diamantina, State of Bahia, northeastern Brazil. Zootaxa, no 3133, p. 37–49.